# Istočna Ilidža
Istočna Ilidža (en serbe cryillique : Источна Илиџа) est une municipalité de Bosnie-Herzégovine située sur le territoire de la ville d'Istočno Sarajevo et dans la république serbe de Bosnie. Selon les premiers résultats du recensement bosnien de 2013, elle compte 15 233 habitants.
Istočna Ilidža est une des six municipalités constituant la ville d'Istočno Sarajevo (en cyrillique : Град Источно Сарајево, la « ville de Sarajevo Est »). Elle était également connue sous le nom de Srpska Ilidža (Српска Илиџа) et de Kasindo (Касиндо).

## Géographie
La municipalité d'Istočna Ilidža est entourée par celles d'Istočno Novo Sarajevo au nord et au nord-est, Ilidža à l'ouest et au sud-ouest, Trnovo (république serbe de Bosnie) au sud-est et à l'est.

## Histoire
Elle a été créée sur le territoire de la municipalité d'Ilidža, tel qu'il s'étendait avant la guerre de Bosnie ; l'autre partie de la municipalité d'avant guerre se trouve aujourd'hui dans la fédération de Bosnie-et-Herzégovine.

## Localités

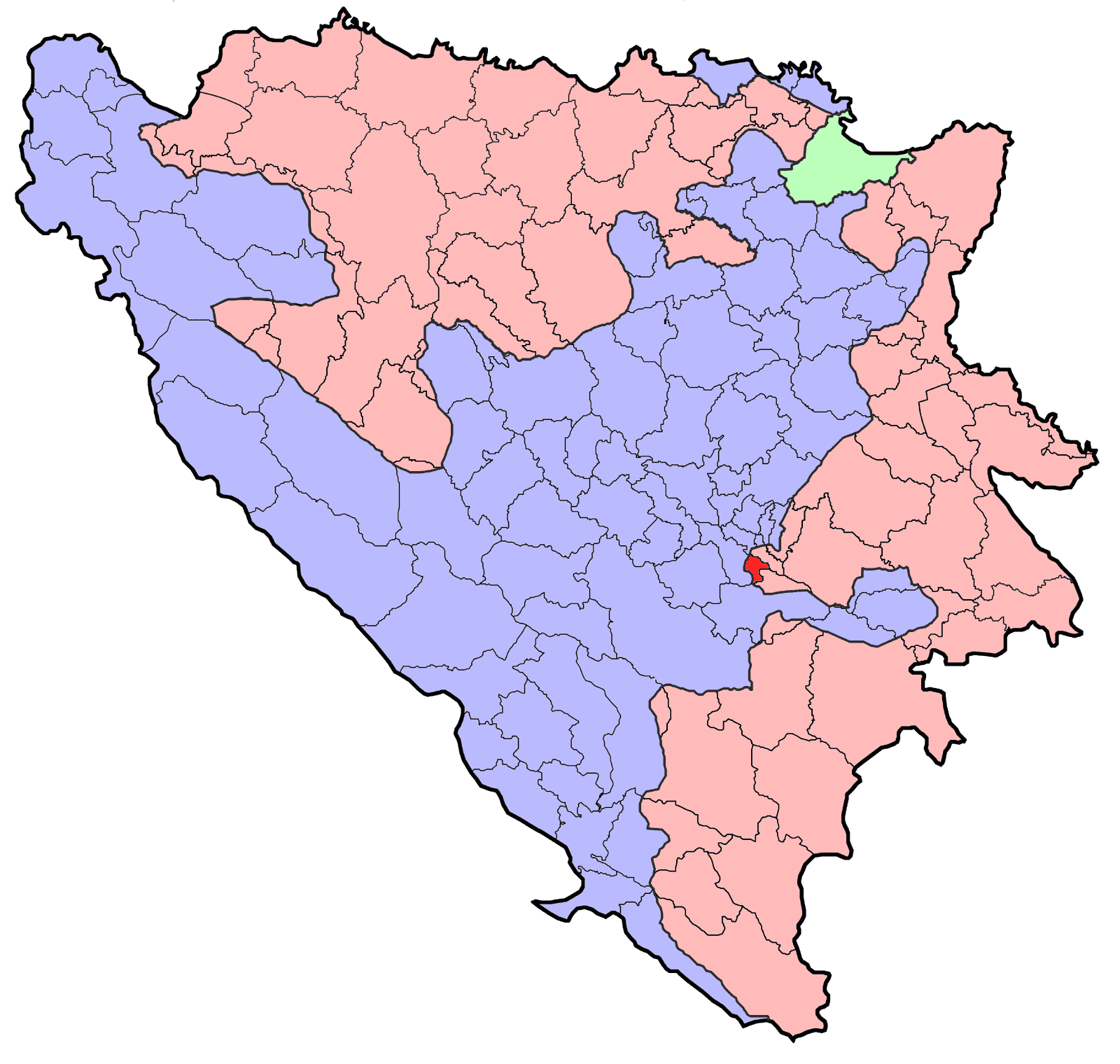
Localisation de la municipalité d'Istočna Ilidža en Bosnie-Herzégovine

La municipalité d'Istočna Ilidža compte 5 localités :
| - Gornje Mladice - Kasindo - Krupac - Sarajevo Dio-Ilidža - Sarajevo Dio-Sarajevo Novi Grad |

## Politique
Aux élections locales de 2012, les 23 sièges de l'assemblée municipale se répartissaient de la manière suivante, :
| Parti                                               | Sièges |
| --------------------------------------------------- | ------ |
| Parti démocratique serbe (SDS)                      | 11     |
| Alliance des sociaux-démocrates indépendants (SNSD) | 6      |
| Parti du progrès démocratique (PDP)                 | 3      |
| Parti démocratique national (NDS)                   | 2      |
| Alliance démocratique nationale (DNS)               | 1      |

Predrag Kovač, membre du Parti démocratique serbe (SDS), a été élu maire de la municipalité,.